# Ngembak
Ngembak is een bestuurslaag in het regentschap Grobogan van de provincie Midden-Java, Indonesië. Ngembak telt 5793 inwoners (volkstelling 2010).